# Riben Dol, Smolean
Riben Dol (în bulgară Рибен Дол) este un sat în comuna Banite, regiunea Smolean,  Bulgaria. 

## Demografie
Componența etnică a satului Riben Dol
     Bulgari (81,25%)
     Nicio identificare (18,75%)
     Altele (0%)
La recensământul din 2011, populația satului Riben Dol era de 16 locuitori. Din punct de vedere etnic, majoritatea locuitorilor (81,25%) erau bulgari. Pentru 18,75% din locuitori nu este cunoscută apartenența etnică.